# Maquixtla, Veracruz
Maquixtla är en ort i Mexiko.   Den ligger i kommunen Calcahualco och delstaten Veracruz, i den sydöstra delen av landet, 210 km öster om huvudstaden Mexico City. Maquixtla ligger 2 146 meter över havet och antalet invånare är 418.
Terrängen runt Maquixtla är kuperad österut, men västerut är den bergig. Terrängen runt Maquixtla sluttar brant österut. Runt Maquixtla är det tätbefolkat, med 331 invånare per kvadratkilometer. Närmaste större samhälle är Huatusco de Chicuellar, 18,3 km öster om Maquixtla. Omgivningarna runt Maquixtla är en mosaik av jordbruksmark och naturlig växtlighet.